# ماهی‌خورک جلوچشم‌حنایی
ماهی‌خورک جلوچشم‌حنایی (نام علمی: Todiramphus winchelli) نام یک گونه از سرده تودی‌منقارها است.